# 安德烈亞·托佐
安德烈亞·托佐（義大利語：Andrea Tozzo；1992年8月30日—）是一位意大利足球運動員。在場上的位置是守門員。他現時被意大利足球甲級聯賽球隊桑普多利亞足球俱樂部外借至意乙維羅納。